# Radiogoniometrie

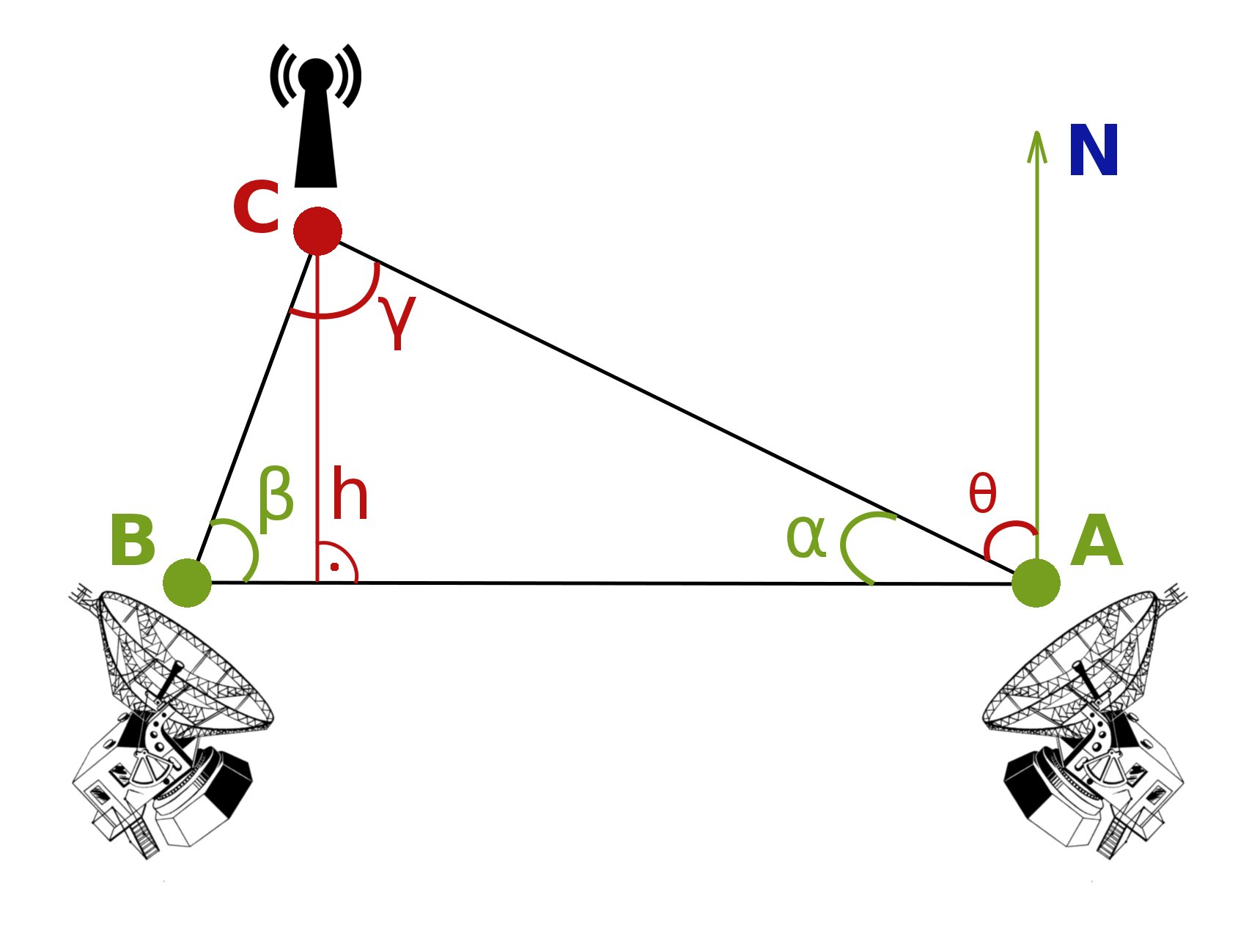
Tehnica triangulației reprezentată grafic

Radiogoniometria este o formă de radioreperaj prin care se determină direcția, față de stația de recepție a unei stații de emisie sau a unui obiect (cu ajutorul undelor reflectate sau reproduse de obiect pe aceeași frecvență sau cu frecvență diferită). Folosește proprietatea de propagare în line dreaptă a undelor electromagnetice. Cele mai multe sisteme de radiogoniometrie se bazează pe proprietățile direcționale ale antenelor cadru.
Radiogonometria este o metodă de determinare a direcției din care se emit unde radio, bazată pe utilizarea proprietăților antenelor receptorului.
Măsurătorile se efectuează cu ajutorul radiogoniometrelor, constituite din radioreceptoare prevăzute cu cadre electromagnetice verticale rotitoare, eventual combinate cu antene rotitoare.
Radiogoniometria are aplicații și în dirijarea traficului aerian.
În condiții de vizibilitate redusă se pot determina direcțiile navelor și avioanelor, dar masele metalice și alte elemente pot da naștere la erori de determinare a direcției.